# Грин, Роберт (драматург)
Ро́берт Грин (англ. Robert Greene, 11 июля 1558 или 1558, Норидж — 3 сентября 1592, Лондон) — английский драматург, поэт и памфлетист, один из предшественников Уильяма Шекспира.
Биографические данные о нём крайне скудны. Известно, что Грин учился в Кембридже и Оксфорде, ездил за границу, в 1579 году получил степень магистра искусств. С этого приблизительно времени переехал на жительство в Лондон. Умер забытым, в нищете.
Сперва Грин писал романы, новеллы, пасторали и любовные памфлеты, но постепенно начал писать для театра, так как это было выгоднее. Время написания его драм тоже не установлено. Из них «Альфонс, король Арагонский» и «Неистовый Орланд» напоминают произведения Кристофера Марло. «Монах Бэкон и монах Бэнгэй» и «Король Джемс IV» отличаются от первых значительной простотой. Действие происходит на фоне сельской жизни и английского быта. Сюжет комедии «Векфильдский полевой сторож» взят из древней повести History of George-a-Greene, типа баллад о «Робин Гуде». Творчество Грина представляет наиболее удачную комбинацию трагического и комического в дошекспировской драме, одним из виднейших представителей которой он и является. Многим обязан Шекспир и «Монаху Бэкону» и «Векфильдскому полевому сторожу» (сравните «Цимбелин»). Новелла Грина «Пандосто» — источник «Зимней сказки» Шекспира. Грин считается одним из творцов так называемой народно-романтической драмы, основанной на преданиях и на изображении народного быта.